# Mighty Jill Off
Mighty Jill Off est un jeu vidéo de plates-formes développé et édité par Anna Anthropy, sorti en 2008 sur Windows et Mac.
Le jeu intègre en sous-texte les thèmes du lesbianisme et du BDSM.